# Glade
Glade — свободное приложение для визуального создания графических интерфейсов на основе GTK+. Описание визуально создаваемого разработчиком интерфейса сохраняется в файлах формата XML, которые затем могут быть подключены к программам во время исполнения с использованием объекта GtkBuilder (на ранних стадиях развития проекта использовался собственный формат GladeXML и отдельная библиотека libglade). Таким образом, Glade можно применять для описания и создания графических интерфейсов в программах на различных языках.
Ранние версии позволяли также создавать шаблонные обработчики событий на языке C, но эту возможность было рекомендовано не использовать, так как она вела к появлению кода, который было очень сложно поддерживать и модифицировать. В версии 3 генерация кода убрана из программы вообще.